# Halorosellinia
Halorosellinia es un género de hongos en la familia Xylariaceae. Es un género monotípico, su única especie es Halorosellinia oceanica.